# Herbert Grubinger

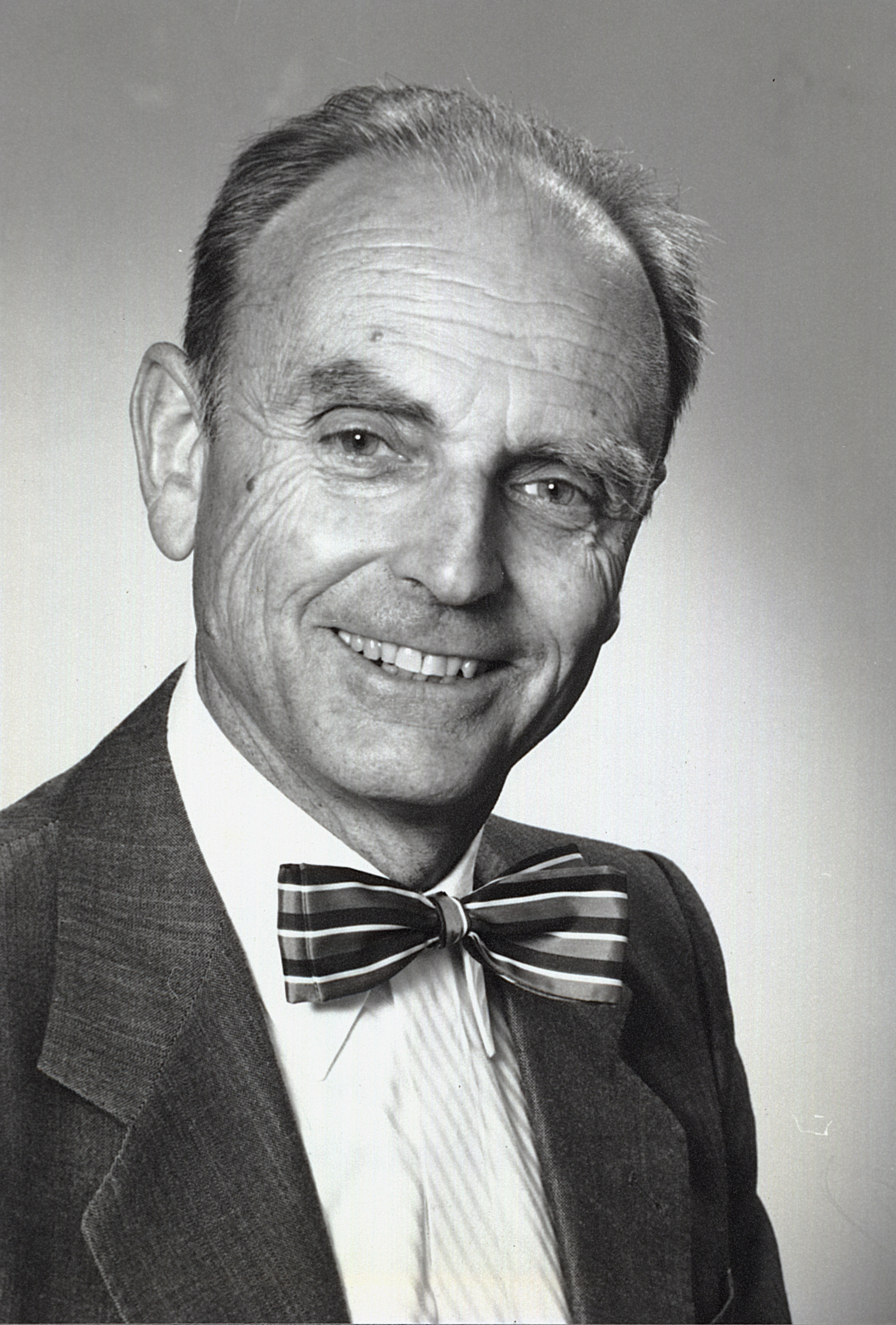
Herbert Grubinger (1982)

Herbert Grubinger (* 11. September 1922 in Wien-Hernals; † 16. Juni 2018 in Kärnten) war ein österreichischer Kultur- und Wasserbauingenieur. Von 1961 bis 1988 war er ordentlicher Professor für Kulturtechnik, insbesondere für kulturtechnischen Wasserbau, an der ETH Zürich.

## Leben
Herbert Grubinger wuchs in Wien-Hernals auf, wo er auch die Schulen besuchte und maturierte. 1941 begann er ein Studium der Kulturtechnik an der Hochschule für Bodenkultur (BOKU) in Wien. Unterbrochen durch den Kriegsdienst im Zweiten Weltkrieg, schloss er das Studium 1947 mit dem Diplom ab. Nach einigen Jahren praktischer Ingenieurtätigkeit kehrte er 1950 an die BOKU zurück und promovierte 1951 zum Doktor der Bodenkultur (Dr. rer. nat. techn.). Danach studierte er an der Universität Wien Geologie und promovierte hier zum Dr. phil. 1955 habilitierte er sich an der BOKU für das Fach "Landwirtschaftlicher Wasserbau und Siedlungswasserbau unter besonderer Berücksichtigung der Ingenieurgeologie", was seine Ernennung zum Dozenten ermöglichte. 1961 wurde er an die ETH Zürich als Nachfolger von Ernst Tanner zum ordentlichen Professor für Kulturtechnik berufen, wo er bis zu seiner Emeritierung im Jahr 1988 blieb. Daneben las er bis 1992 an der BOKU über ausgewählte Kapitel der Kulturtechnik in tropischen und subtropischen Zonen. 
Er war Vizepräsident der internationalen Kommission für Be- und Entwässerung (International Commission on Irrigation and Drainage, ICID) mit Sitz in Neu-Delhi, Mitherausgeber der Zeitschrift für Kulturtechnik und Flurbereinigung, Gründungsmitglied der internationalen Forschungsgesellschaft Interprävent und der Ingenieurbiologischen Gesellschaft der Schweiz, außerdem Delegierter der Staatsregierungen der Kantone Wallis und Aargau für die Wasserwirtschaft Aletsch und die Reusstal-Melioration sowie einer der amtstechnischen Sachverständigen der Obersten Wasserrechtsbehörde Österreichs. Für seine Arbeiten zur Erhaltung der Donau als freie Fließstrecke in der Wachau in Niederösterreich und zur Wasserwirtschaft der Bewässerung des niederösterreichischen Marchfeldes wurde er von der österreichischen Bundesregierung ausgezeichnet.
Herbert Grubinger lebte in Wien, Zürich und Köstenberg in Velden am Wörther See und starb im Juni 2018 im Alter von 95 Jahren.

## Auszeichnungen
- 1988: Österreichisches Ehrenkreuz für Wissenschaft und Kunst I. Klasse[6]

## Publikationen (Auswahl)
- 1970: Landwirtschaftliches Meliorationswesen: Lehr- und Handbuch für Schule und Praxis, gemeinsam mit Karl Hunkeler und Ernst Tanner, Schweizerischer Verband der Ingenieur-Agronomen, Bern 1970
- 1986: Gewässerregelung, Gewässerpflege: naturnaher Ausbau und Unterhaltung von Fliessgewässern, herausgegeben von Gerd Lange und Kurt Lecher, Parey-Verlag, Hamburg/Berlin, ISBN 978-3-490-17716-2, 3. neuberarbeitete und erweiterte Auflage 1993, ISBN 978-3-490-17916-6
- 2002: Wasserschatz und Lebensader Marchfeldkanal: 10 Jahre Flutung des Marchfeldkanals – Beginn der Grundwasserbewirtschaftung, herausgegeben von Wolfgang Neudorfer, Betriebsgesellschaft Marchfeldkanal (Deutsch-Wagram), ISBN 978-3-900827-11-3
- 2015: Basiswissen Kulturbautechnik und Landneuordnung: Planung, Bewertung, Nutzung und Schutz unserer Lebensräume für Planer, Kulturbau- und Umweltingenieure, Verlag Schweizerbart, Stuttgart 2015, ISBN 978-3-510-65294-5